# Dekedaha Football Club
Maillots
Le Dekedaha Football Club (en arabe : نادي ديكيداها لكرة القدم), plus couramment abrégé en Dekedaha FC, est un club somalien de football fondé en 1973 et basé à Mogadiscio, la capitale du pays.

## Repères historiques
Dekedaha FC est fondé en 1973. Le club porte jusqu'en 2013 le nom de Ports Football Club.

## Palmarès
| \| - Championnat de Somalie (6) : - Champion : 1997-98, 2006-07, 2016-17, 2018, 2019, 2023-24 . - Coupe de Somalie (1) : - Vainqueur : 2002. - Finaliste : 2007 et 2010. \| \| - Supercoupe de Somalie (1) : - Vainqueur : 2018. - Finaliste : 2017. \| |  |                                                                       |
| - Championnat de Somalie (6) : - Champion : 1997-98, 2006-07, 2016-17, 2018, 2019, 2023-24 . - Coupe de Somalie (1) : - Vainqueur : 2002. - Finaliste : 2007 et 2010.                                                                                   |  | - Supercoupe de Somalie (1) : - Vainqueur : 2018. - Finaliste : 2017. |

## Entraîneurs du club
- Jorge Tifón